# Listropsylla dolosa
Listropsylla dolosa är en loppart som beskrevs av Rothschild 1907. Listropsylla dolosa ingår i släktet Listropsylla och familjen mullvadsloppor. Inga underarter finns listade i Catalogue of Life.